# کژشتسه
کژشتسه (به لهستانی:  Krzeszyce) یک روستا در لهستان است که در گمینا کژشتسه واقع شده‌است.
 کژشتسه  ۱٬۴۰۰ نفر جمعیت دارد.